# プロヴァン (フィニステール県)
プロヴァン （Plovan）は、フランス、ブルターニュ地域圏、フィニステール県のコミューン。

## 概要
大西洋岸、オディエルヌ湾の中程に位置する。プロヴァンの町をケルガランの潟に流れ込む川が横断し、砂利の砂丘によって海から切り離されている。
アンシャン・レジーム時代、海岸に難破船が打ち上げられると、教区の貧しい人々は喜んで船の略奪に加わった。船が難破するのはオディエルヌ湾で珍しいことではなかった。

## 史跡
- ランギドゥ礼拝堂 - 13世紀。フランス革命で荒らされた。美しいバラ窓が残る。
- サン・ゴルゴン教会

## 人口統計
| 1962年 | 1968年 | 1975年 | 1982年 | 1990年 | 1999年 | 2006年 | 2010年 |
| ------ | ------ | ------ | ------ | ------ | ------ | ------ | ------ |
| 1020   | 893    | 783    | 720    | 648    | 607    | 667    | 674    |

参照元:1999年までEHESS、2000年以降INSEE

## ギャラリー

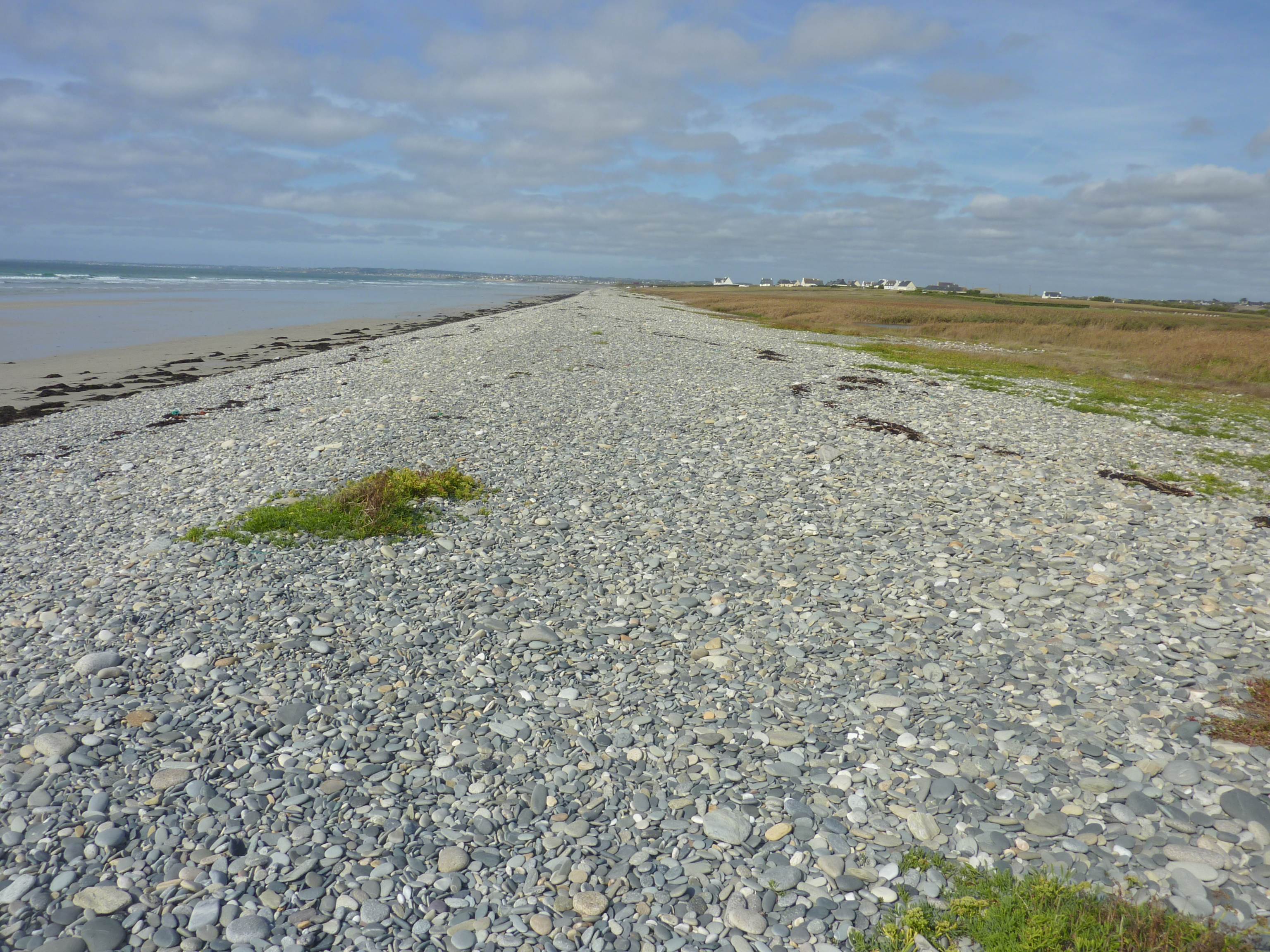
オディエルヌ湾に面した浜
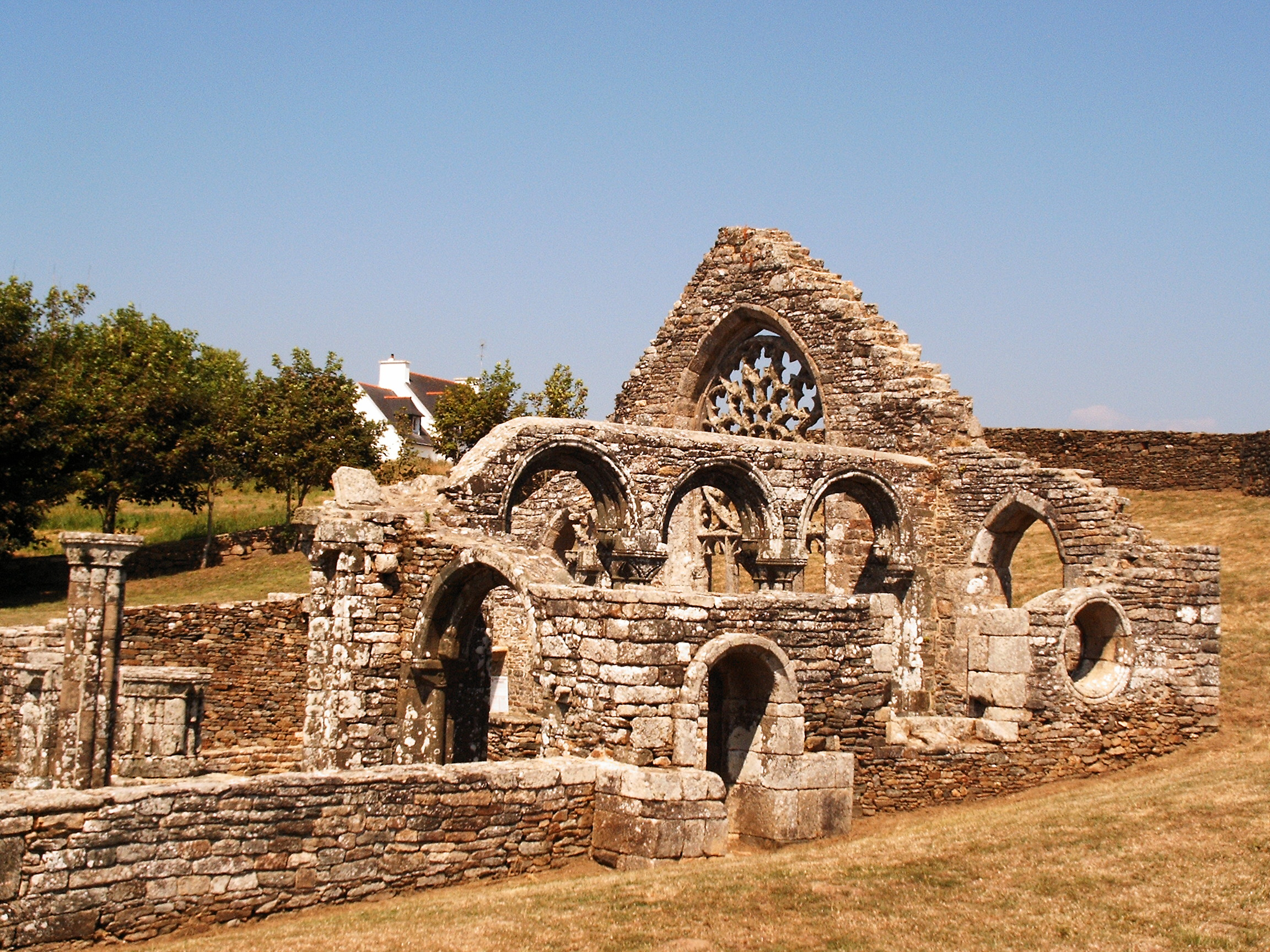
ランギドゥ礼拝堂